# ロイ・アックス
ロイ・アックス（Royden Axe、1937年9月 - 2010年10月5日）は、イギリスのカーデザイナーである。

## 経歴
1937年にイギリスのスカンソープで生まれ、1959年にルーツ・グループに入社。そこでチーフ・スタイリストの地位まで昇進した後、デザイン部長に就任した。1966年にルーツ・グループはクライスラー・ヨーロッパ（Chrysler Europe）の一部となった。
1982年に、移籍先のブリティッシュ・レイランド（BL）でデビッド・ベイチュからスタリング・ディレクターの職を引き継ぎ、同年に開設されたコヴェントリー工場のカンリー（Canley）に新しいデザインスタジオを設立する責任者となった。また、新しい人材を集めることにも尽力した。この新しいスタジオから生まれた初期の作品にはProject XX（ローバー・800）やコンセプトカーのMG EX-Eといったものがあった。
1991年、ウォーウィック（Warwick）を拠点とする1986年にローバー社からのマネジメント・バイアウトで設立された車両デザインのコンサルタント会社である、デザイン・リサーチ・アソシエーツ（Design Research Associates：DRA）のトップに就任した。DRAは1999年にアラップにより買収された。
晩年は2年間の癌との闘病の末に、2010年10月5日にアメリカ・フロリダ州で死去。享年73。

## 代表作品
- 1967 サンビーム・レイピア / サンビーム・アルパイン クーペ（Sunbeam Rapier and Sunbeam Alpine fastback coupés）
- 1970 ヒルマン・アヴェンジャー / プリムス・クリケット
- 1975 クライスラー・アルパイン（タルボ）
- 1976 クライスラー・ハンター（Chrysler Hunter）
- 1977 イラン・ホドロ ペイカン（フェイスリフト）
- 1979 クライスラー・ホライズン（タルボ）
- 1986 ローバー・800（ホンダ・レジェンドとの並行開発）

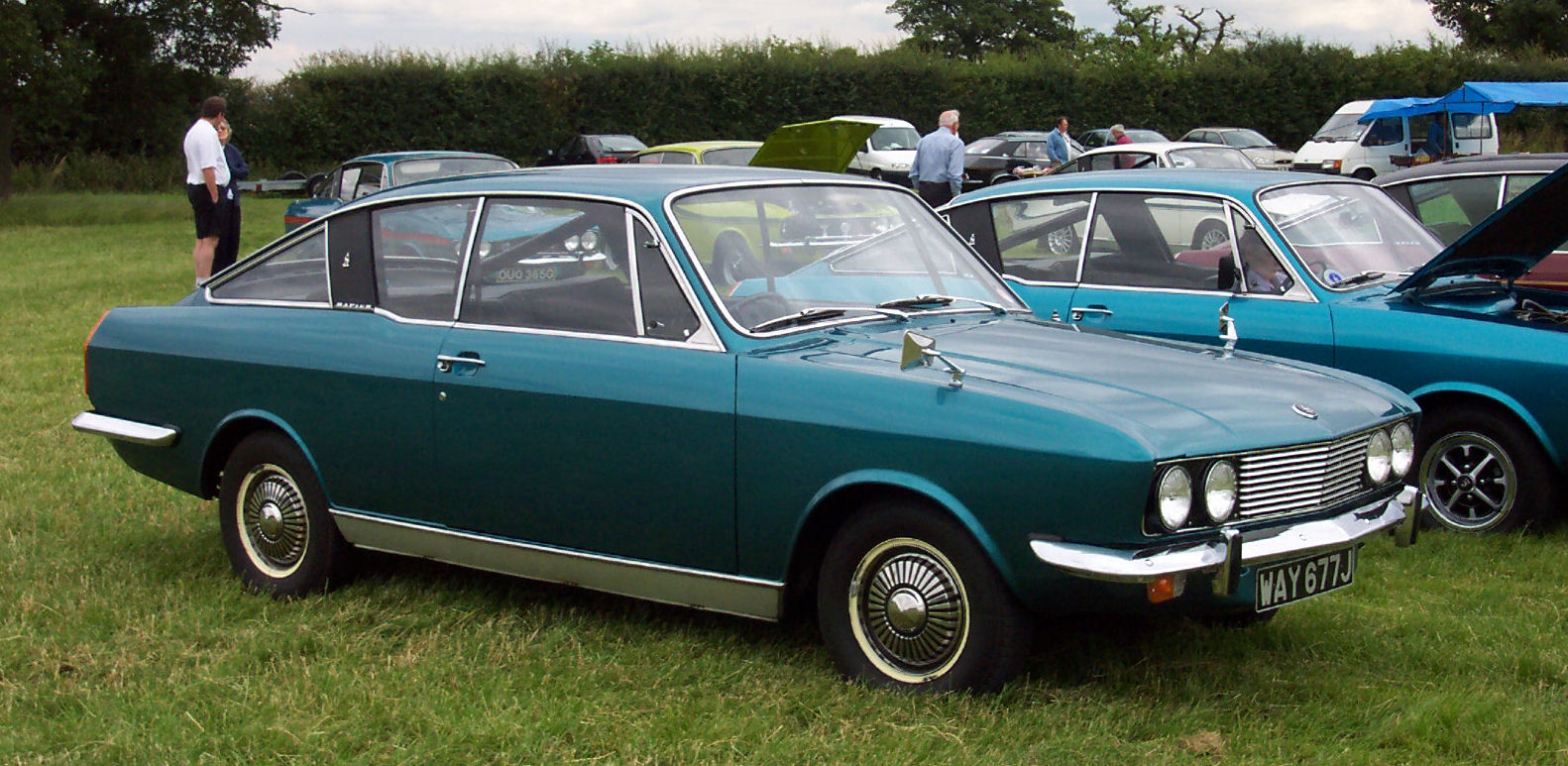
サンビーム・レイピア ファストバック
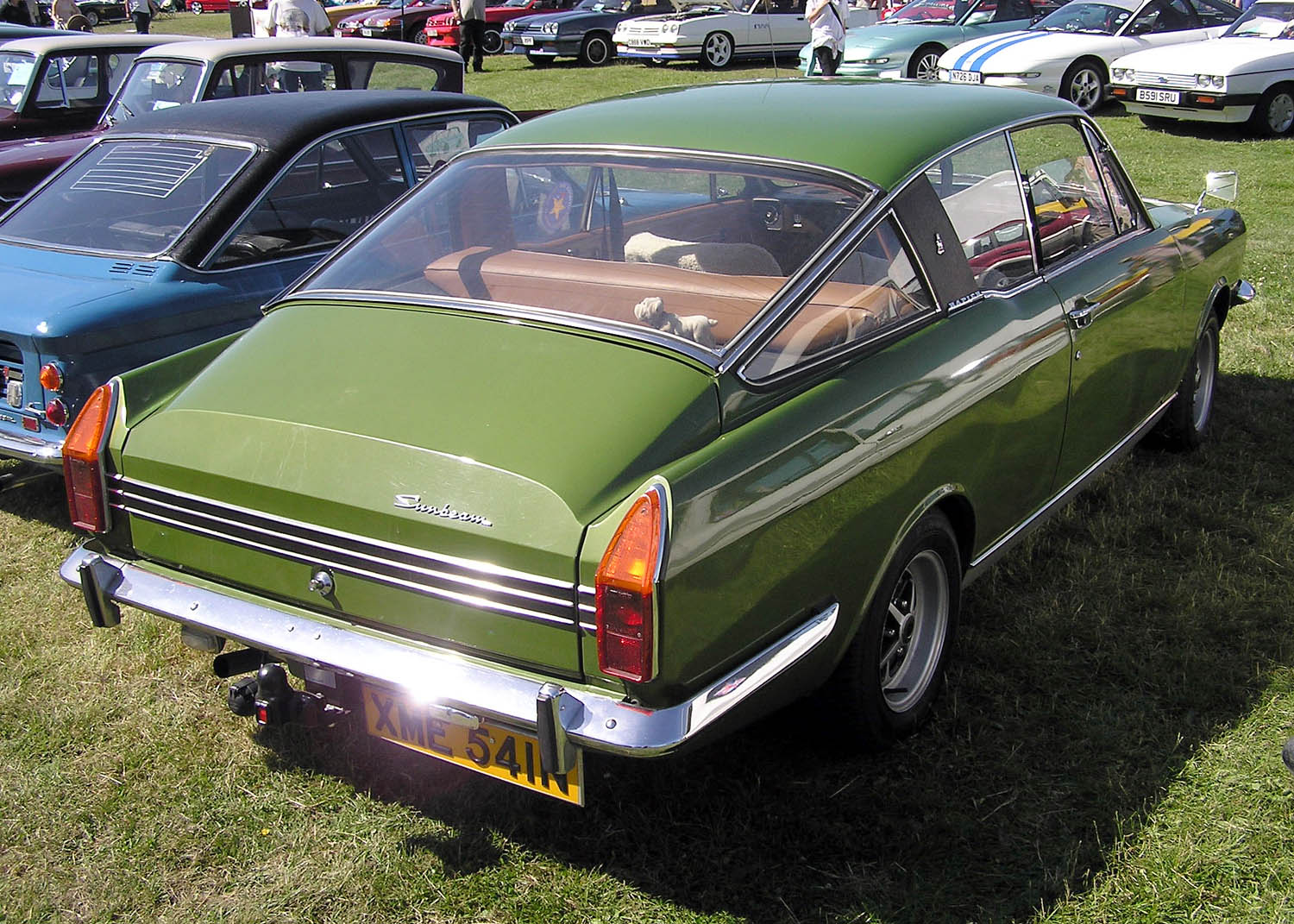
サンビーム・レイピア ファストバック
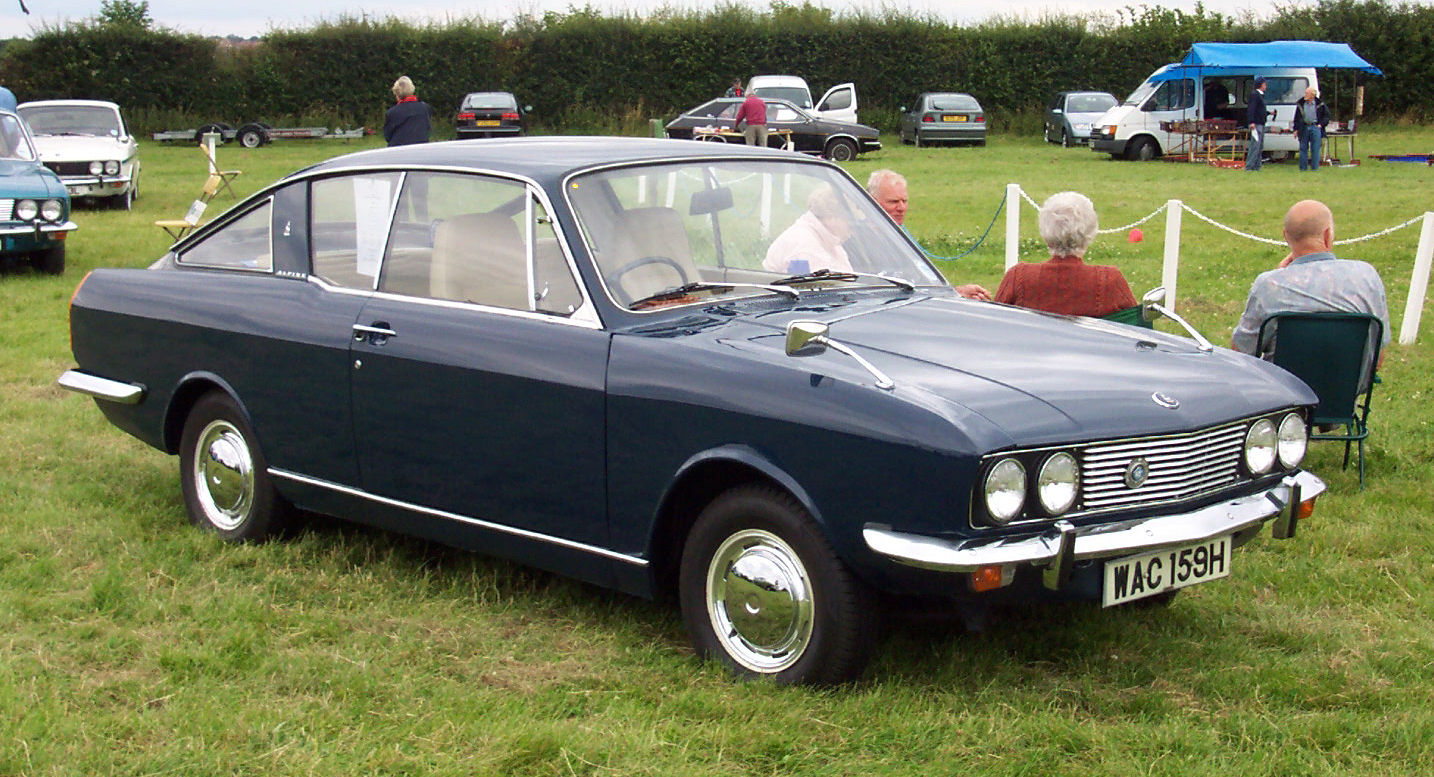
サンビーム・アルパイン ファストバック
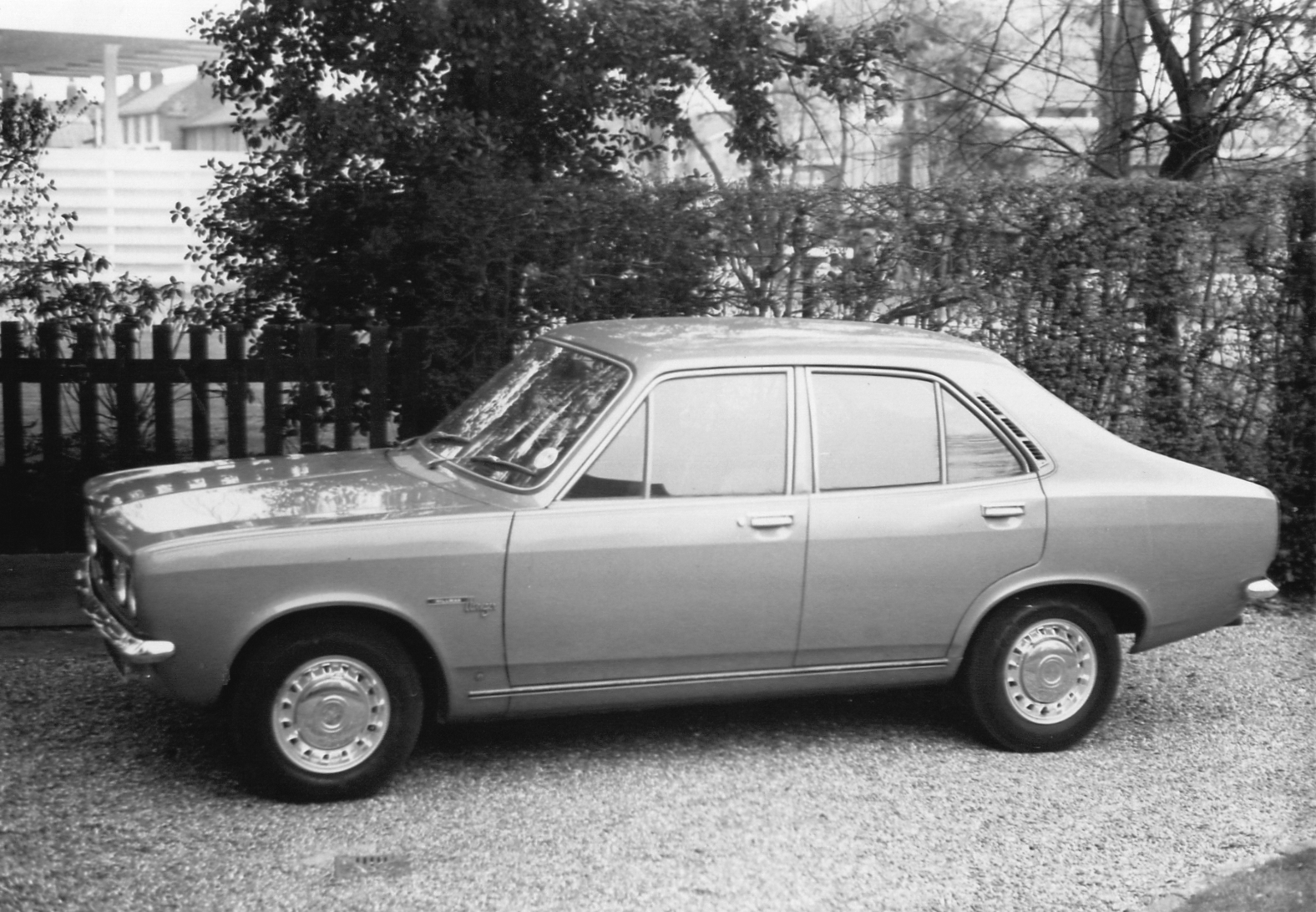
ヒルマン・アヴェンジャー
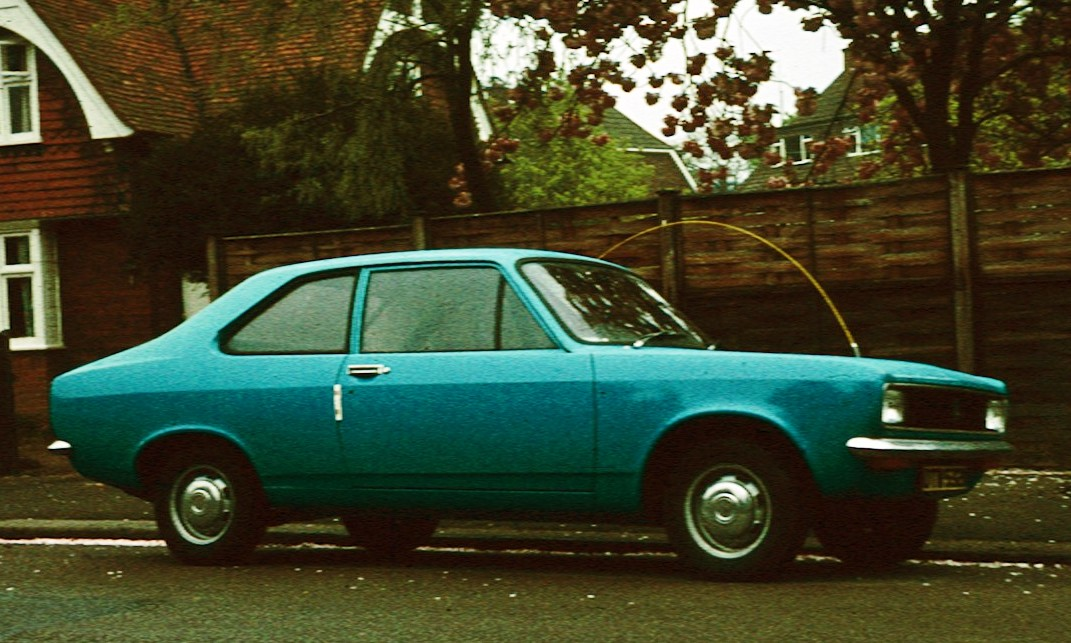
ヒルマン・アヴェンジャー 2ドア
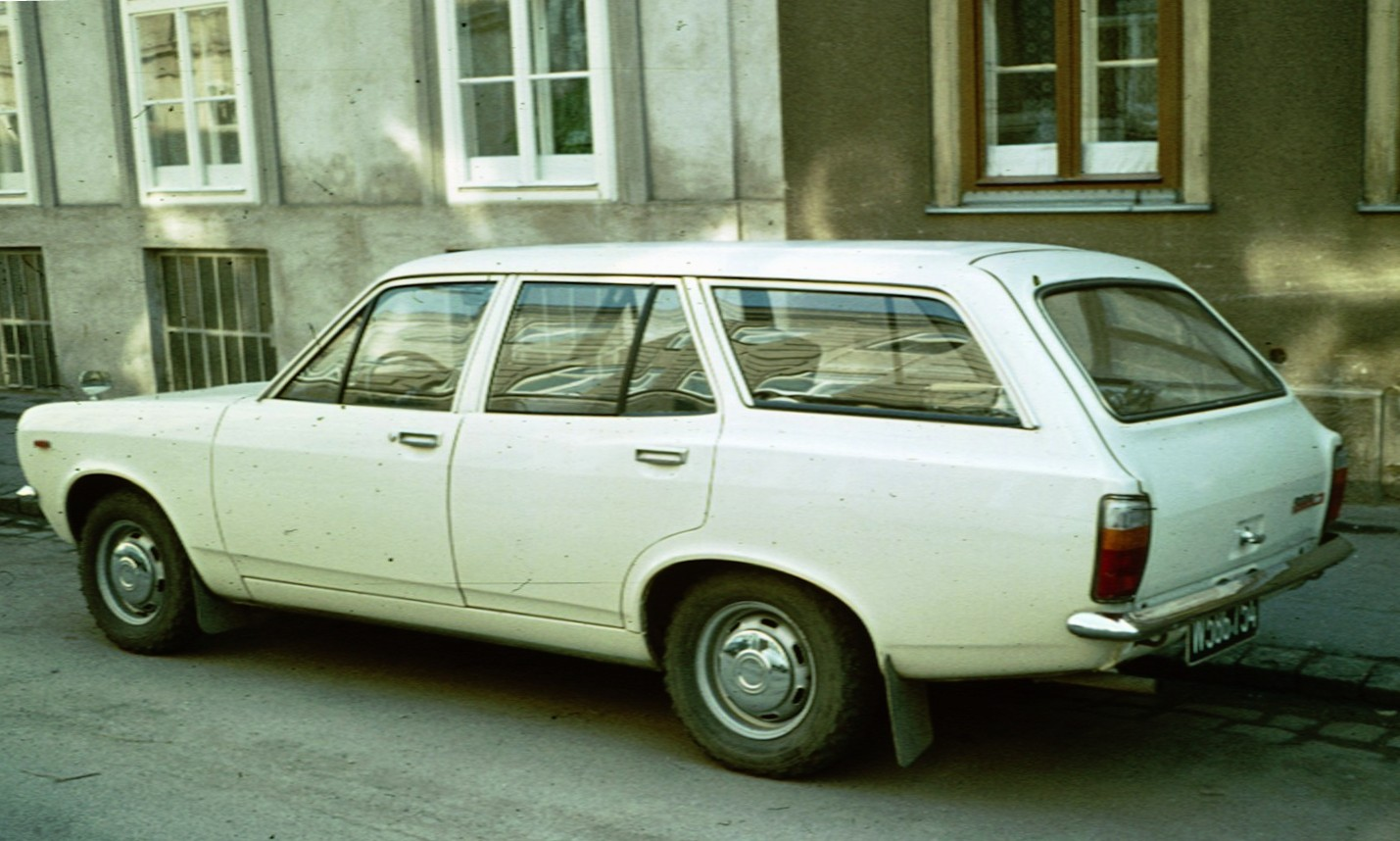
ヒルマン・アヴェンジャー エステート
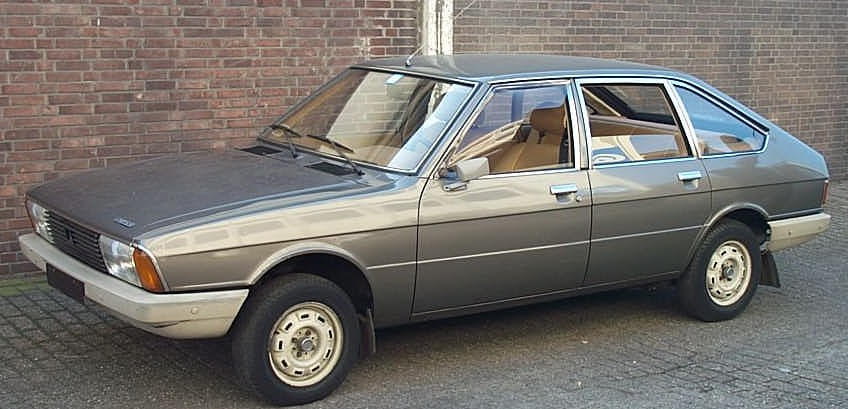
クライスラー・アルパイン
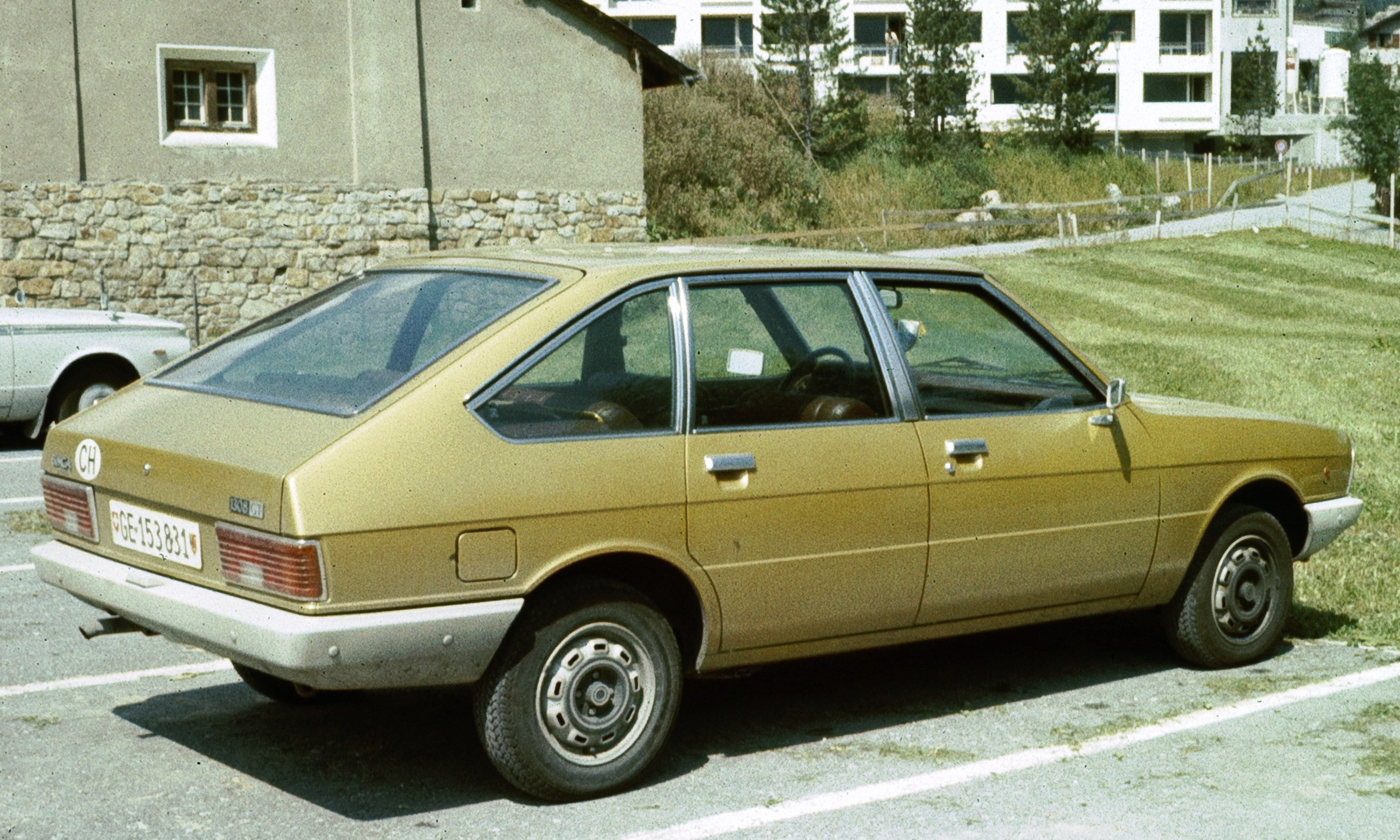
クライスラー・アルパイン
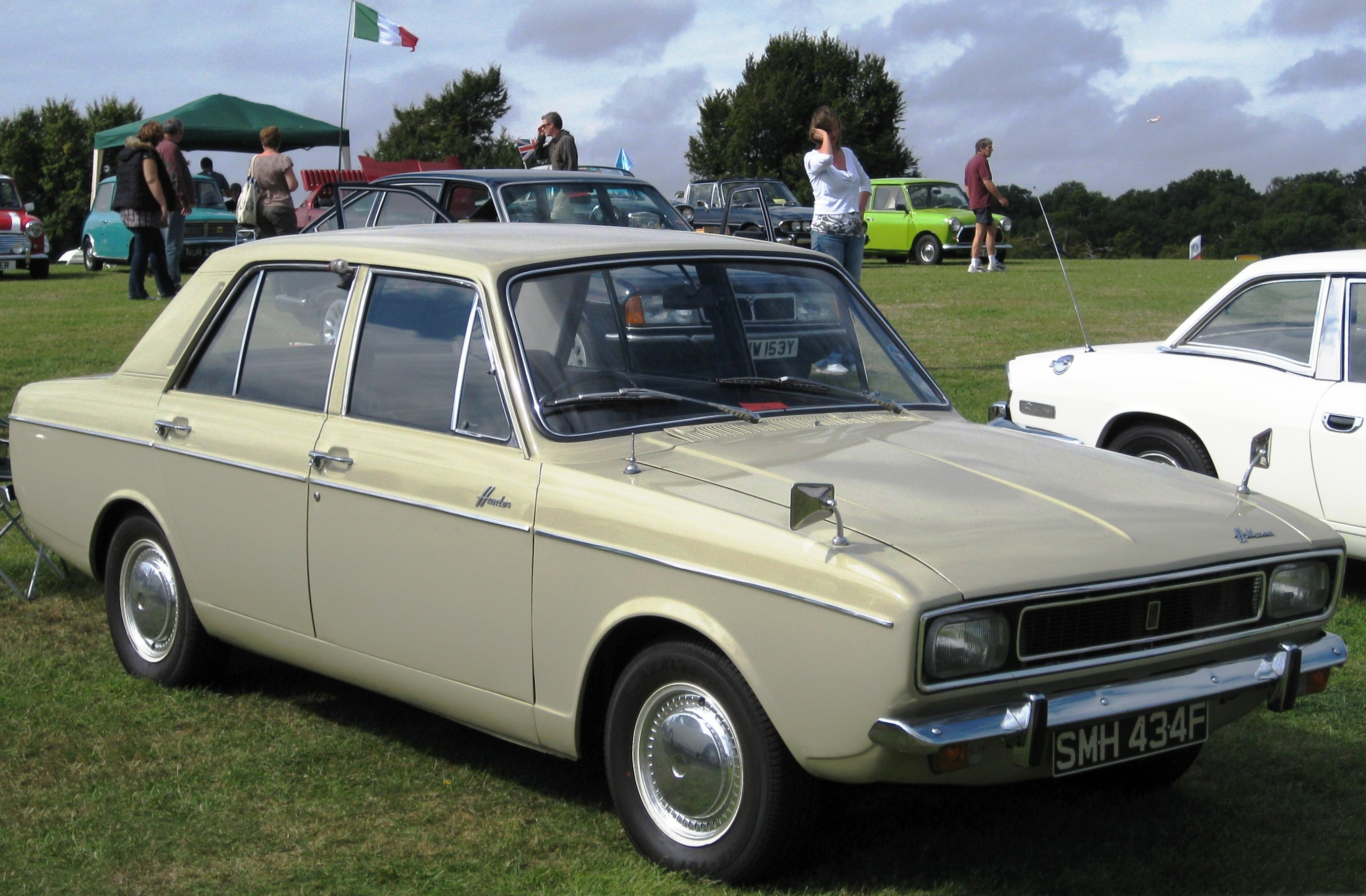
クライスラー・ハンター
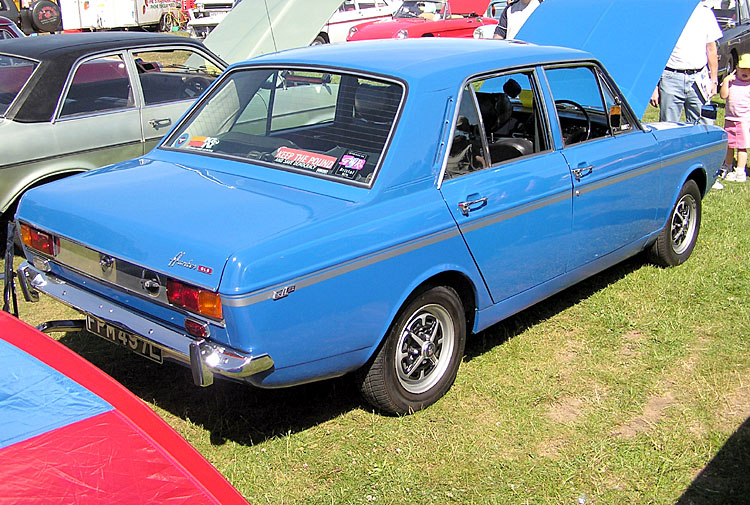
クライスラー・ハンター
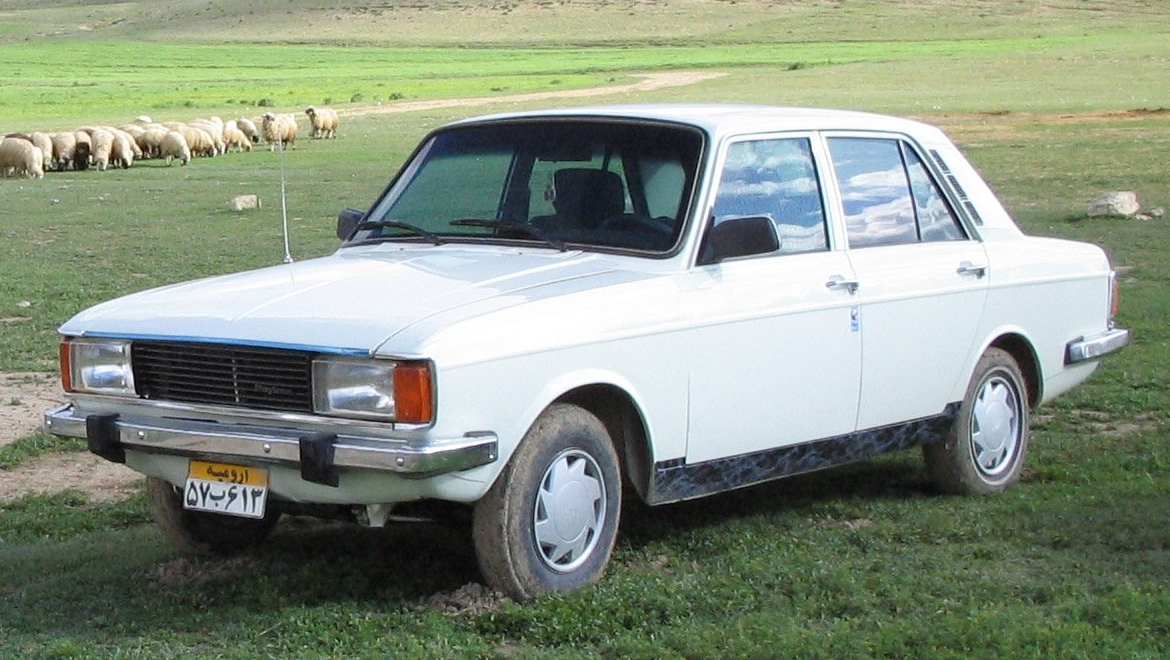
イラン・ホドロ ペイカン
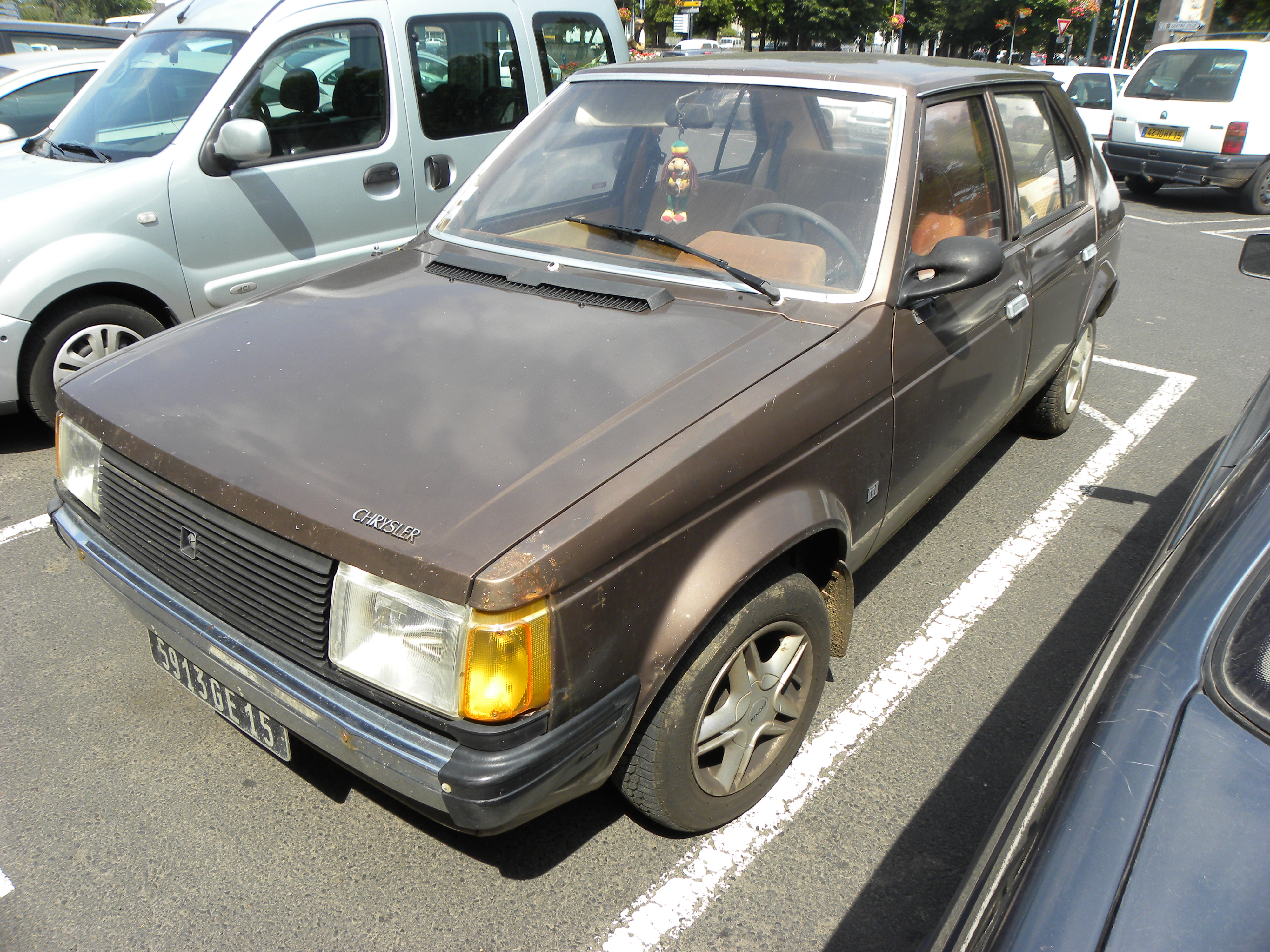
クライスラー・ホライズン
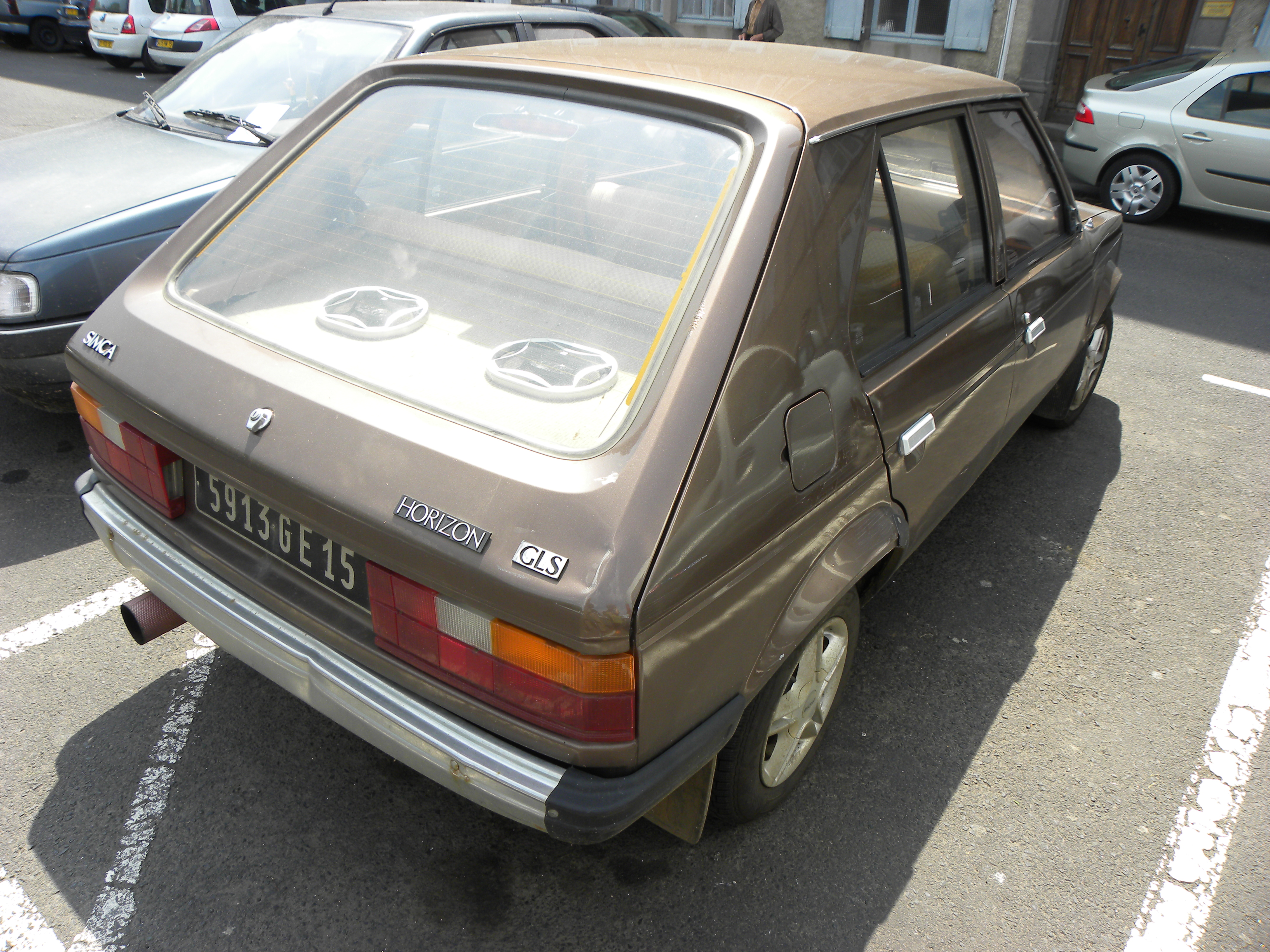
クライスラー・ホライズン
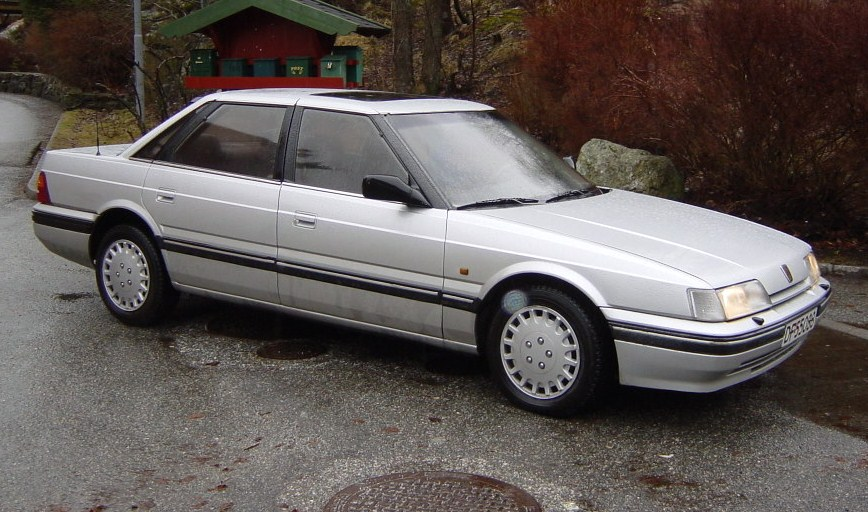
ローバー・800
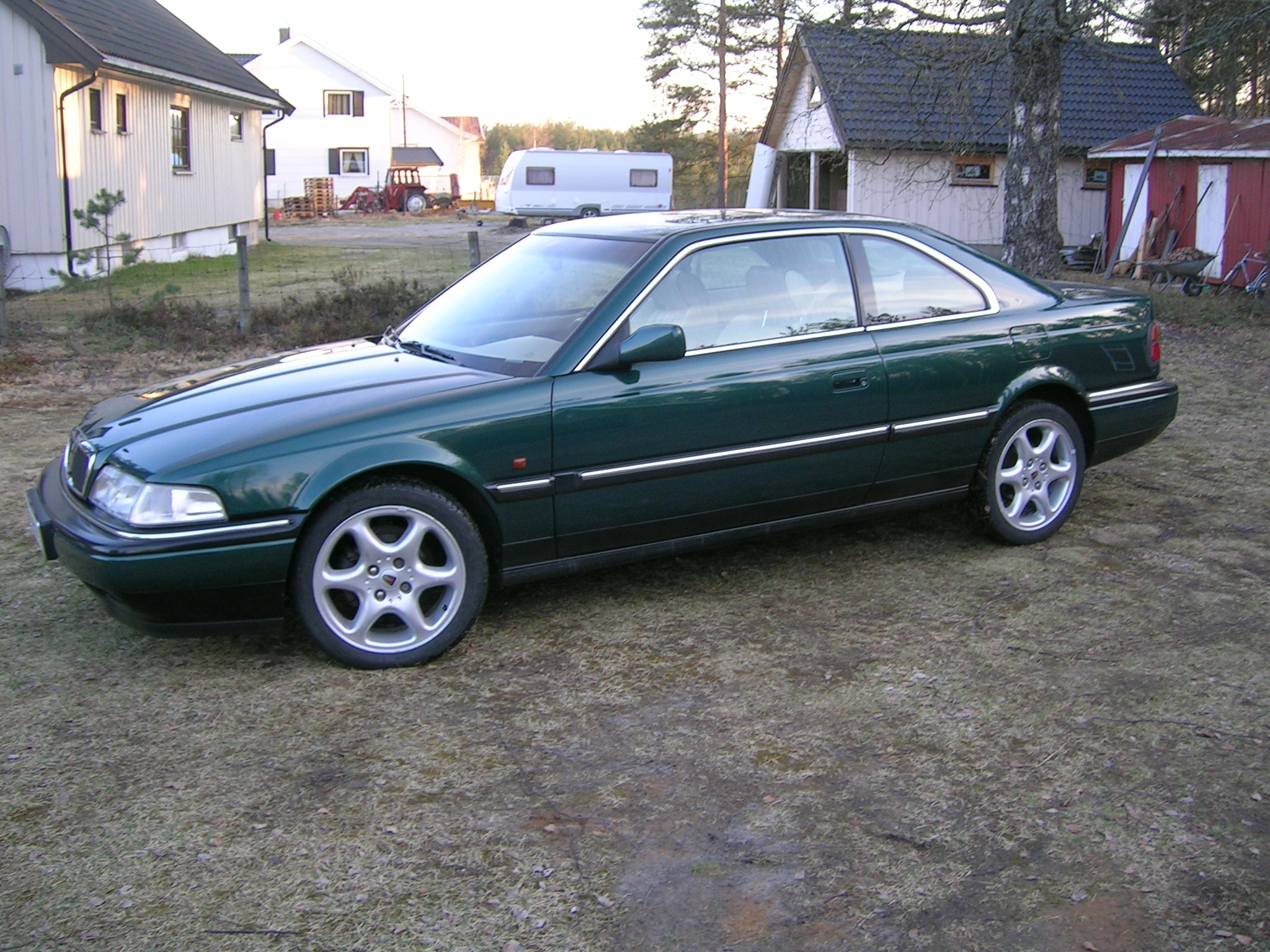
ローバー・800 クーペ
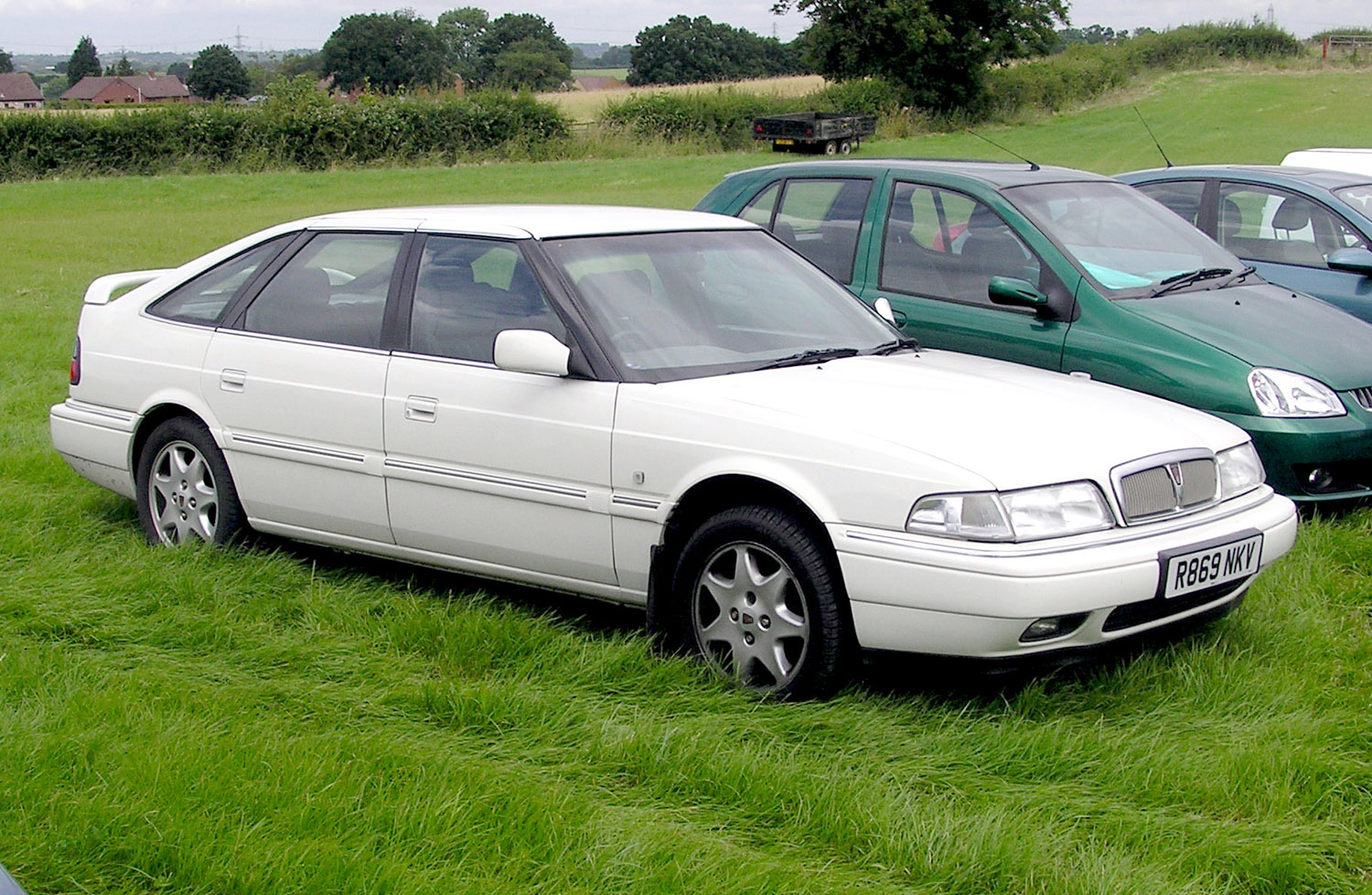
ローバー・800

アックスは1984年のオースチン・モンテゴのデザインにも関与した。この車のデザインはアックスがBLに入社する前に始まっていたが、量産に入る前の最後の段階の変更に手を加えることができた。外観の変更には、当時の時流に則ったウエストラインを走る黒い帯状のラインの追加があった。BLの財政上の問題からモンテゴとその姉妹者であるデビッド・ベイチュがデザインしたオースチン・マエストロの発表は数年遅れた。

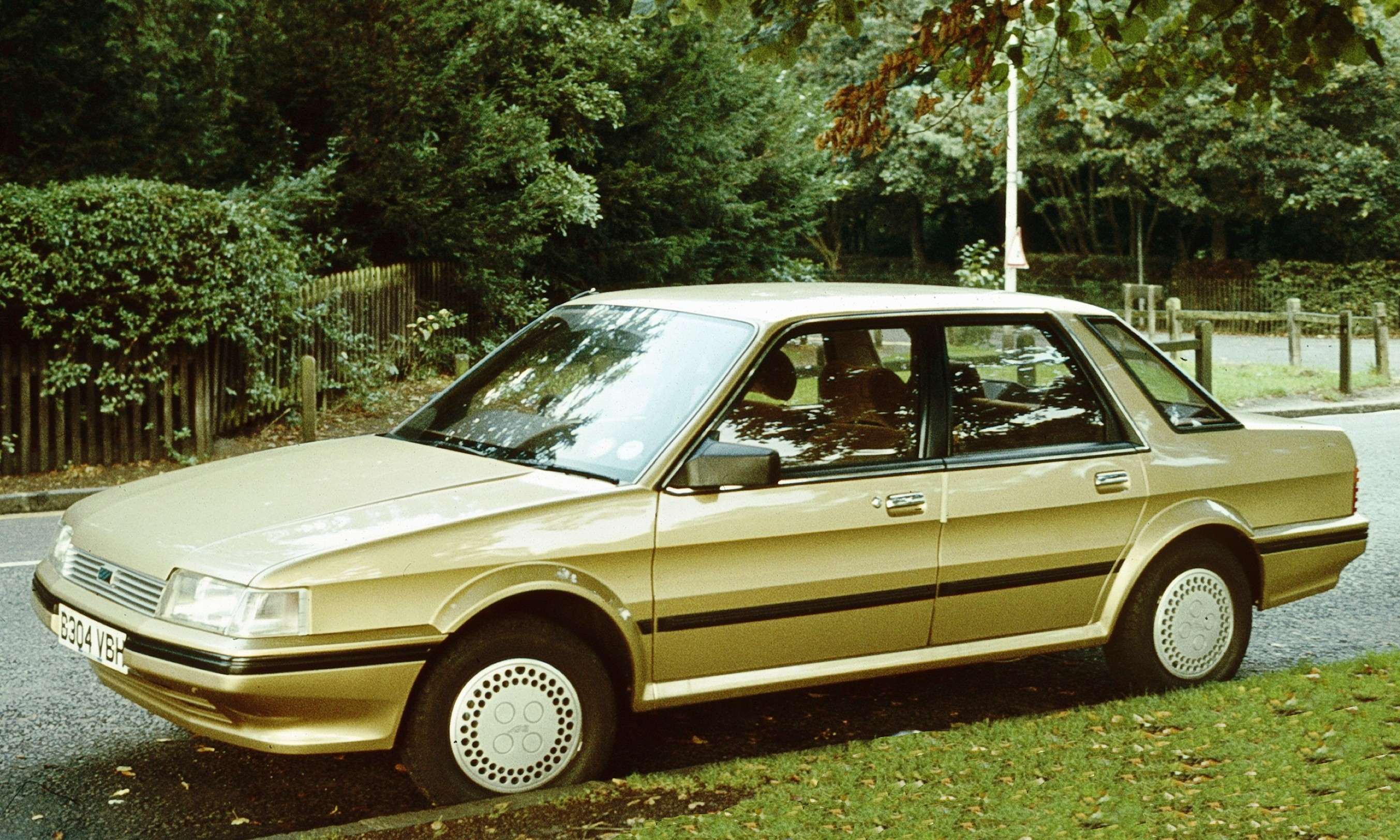
オースチン・モンテゴ

## 著書
- A Life in Style, Autobiography of Roy Axe, ISBN 0-9566-8450-5